# Winthemia xanthocera
Winthemia xanthocera är en tvåvingeart som först beskrevs av Christian Rudolph Wilhelm Wiedemann 1830.  Winthemia xanthocera ingår i släktet Winthemia och familjen parasitflugor. Inga underarter finns listade i Catalogue of Life.